# Nick Gravenites
Nicholas George Gravenites est un auteur-compositeur-interprète américain de blues, rock et folk né le 2 octobre en 1938 à Chicago en Illinois et mort le 18 septembre 2024.
Surnommé Nick « The Greek » Gravenites ou encore « Gravy », il est connu pour avoir travaillé avec Janis Joplin, Mike Bloomfield ainsi qu'avec plusieurs personnalités et groupes influents des années 1960 et 1970.

## Discographie

### Albums
- 1969 My Labours
- 1970 Be A Brother avec Big Brother and the Holding Company
- 1973 Steelyard Blues OST
- 1980 Blue Star (Line Records)
- 1982 Monkey Medicine avec The Nick Gravenites John Cipollina Band
- 1991 Live At The Rodon avec John Cipollina (Music Box)
- 1996 Don't Feed The Animals
- 1999 Kill My Brain
- 2005 Buried Alive In The Blues (live)